# Prestavlky
Prestavlky es un municipio del distrito de Žiar nad Hronom en la región de Banská Bystrica, Eslovaquia, con una población estimada a final del año 2024 de 670 habitantes.
Se encuentra ubicado al noroeste de la región, en el valle del río Hron —un afluente izquierdo del Danubio— y cerca de la frontera con las regiones de Nitra y Trenčín.

## Demografía
| Año        | 1994 | 2004    | 2014    | 2024    |
| ---------- | ---- | ------- | ------- | ------- |
| Población  | 699  | 670     | 668     | 670     |
| Diferencia |      | −4,14 % | −0,29 % | +0,29 % |

| Año        | 2023 | 2024    |
| ---------- | ---- | ------- |
| Población  | 685  | 670     |
| Diferencia |      | −2,18 % |